# 獸 (電影)
《獸》（英語：Beast）是一部2022年美國生存驚悚片，講述一名父親和兩個女兒在南非遭到一頭兇猛的巨獅襲擊，使他們和野生生物學家必須在無情的大自然中生存下去。電影由巴塔萨·科马库執導，萊恩·恩格爾（Ryan Engle）根據傑梅·普里馬克·蘇利文（Jaime Primak Sullivan）發想的故事編寫劇本，主演包括伊卓瑞斯·艾巴、沙托·科普利、伊亞娜·哈莉（Iyana Halley）以及莉亞·沙瓦·傑弗里斯（Leah Sava Jeffries）。
本片由環球影業定檔2022年8月19日在美國上映。

## 演員
- 伊卓瑞斯·艾巴飾演奈特·山繆爾博士（Dr. Nate Samuels）
- 沙托·科普利飾演馬丁·拜托斯（Martin Battles）
- 伊亞娜·哈莉（Iyana Halley）飾演梅蕾迪絲·山繆爾（Meredith Samuels）
- 莉亞·沙瓦·傑弗里斯（Leah Sava Jeffries）飾演諾拉·山繆爾（Norah Samuels）

## 製作
《獸》於2020年9月由環球影業首次對外宣布，伊卓瑞斯·艾巴擔任主演，巴塔萨·科马库執導，取自傑梅·普里馬克·蘇利文（Jaime Primak Sullivan）發想的原創故事。2021年6月，沙托·科普利、伊亞娜·哈莉（Iyana Halley）和莉亞·沙瓦·傑弗里斯（Leah Sava Jeffries）加入演出陣容。電影2021年6月1日在南非開拍，歷時十週。劇組也在林波波省和北開普省以及開普敦的農村拍片。

## 發行
《獸》由環球影業定檔2022年8月19日在美國院線上映。

## 評價
《獸》的評價好壞參半，爛番茄根據192條專業評論（135條好評，67條差評），總計69%新鮮度，平均得分6/10。網站共識評論寫道：「想觀賞伊卓瑞斯·艾巴與獅子搏鬥嗎？令人欽佩的精益但淪落於免洗的《獸》正是你在尋求的電影。」Metacritic根據46條專業評論（17條好評、25條褒貶不一、4條差評），總結加權平均分數54分（滿分100分），代表「褒貶不一或中庸」。

## 外部連結
- 互联网电影数据库（IMDb）上《獸》的资料（英文）